# Les Braises d'une romance
Pour plus de détails, voir Fiche technique et Distribution.
Les Braises d'une romance (Season for Love) est un téléfilm américain de Jill Carter avec Autumn Reeser et Marc Blucas, diffusé aux États-Unis le 25 août 2018 sur Hallmark Channel et en France le 28 février 2019 sur TF1.

## Synopsis
Deux chefs cuisiniers, amours de jeunesse, retournent dans leur Texas natal. Tyler est une mère célibataire qui vient de perdre son travail à San Francisco. Corey est un auteur de livres culinaires à succès. Tandis qu'ils participent au concours annuel de barbecue, leurs sentiments renaissent…

## Fiche technique
- Titre : Les Braises d'une romance
- Titre original : Season for Love
- Réalisation : Jill Carter
- Scénario : Heather Provost et Scott Damian
- Musique : Michael Richard Plowman
- Production : Sweet Love Productions Inc.
- Pays d’origine :  États-Unis
- Genre : Comédie romantique
- Durée : 84 minutes

## Distribution
- Autumn Reeser (VF : Céline Mauge) : Tyler Dawson
- Marc Blucas (VF : Bruno Choël) : Corey Turner
- Shelley Thompson : Jo Dawson
- Lola Flanery : Rosie Dawson
- Paulino Nunes (VF : Marc Saez) : Jay Noles
- Tara Nicodemo (VF : Laurence Bréheret) : Sofia Johnson
- Ray Galletti (VF : Xavier Béja) : Eddie Crowley
- Martin Roach (VF : Thierry Desroses) : George

## Autour du film
Lors de sa première diffusion américaine, ce téléfilm a été le plus gros succès d’audience hebdomadaire de toutes les fictions des chaînes du câble.
Les Braises d'une romance est le septième film de l'actrice Autumn Reeser pour Hallmark Channel.